# Пенома
Пенома (Правая Пенома) — река в Костромской и Вологодской областях России, протекает по территории, соответственно, Павинского, Никольского и Вохомского районов. Устье реки находится в 144 км по правому берегу реки Вохмы. Длина реки составляет 45 км, площадь водосборного бассейна — 514 км².
Река берёт начало в Павинском районе Костромской области близ границы с Вологодской в 26 км к северо-востоку от посёлка Павино. Вскоре после истока перетекает в Вологодскую область, а затем вновь возвращается в Костромскую, но уже на территорию Вохомского района. До слияния с Мишиной Пеномой также именуется Правая Пенома. Генеральное направление течения — северо-восток.

## Данные водного реестра
По данным государственного водного реестра России относится к Верхневолжскому бассейновому округу, водохозяйственный участок реки — Ветлуга от истока до города Ветлуга, речной подбассейн реки — Волга от впадения Оки до Куйбышевского водохранилища (без бассейна Суры). Речной бассейн реки — (Верхняя) Волга до Куйбышевского водохранилища (без бассейна Оки).
По данным геоинформационной системы водохозяйственного районирования территории РФ, подготовленной Федеральным агентством водных ресурсов:
- Код водного объекта в государственном водном реестре — 08010400112110000041011
- Код по гидрологической изученности (ГИ) — 110004101
- Код бассейна — 08.01.04.001
- Номер тома по ГИ — 10
- Выпуск по ГИ — 0

### Притоки (км от устья)
- река Светлица (лв)
- 9,6 км: река Рагоза (пр)
- река Ерёмина Речка (лв)
- 18 км: река Большая Речка (лв)
- река Гурина (пр)
- 31 км: река Мишина Пенома (пр)
- река Алешовка (лв)
- река Мочаловка (лв)
- река Овинница (лв)
- река Левая Пенома (лв)